# Kuoliang-alagút

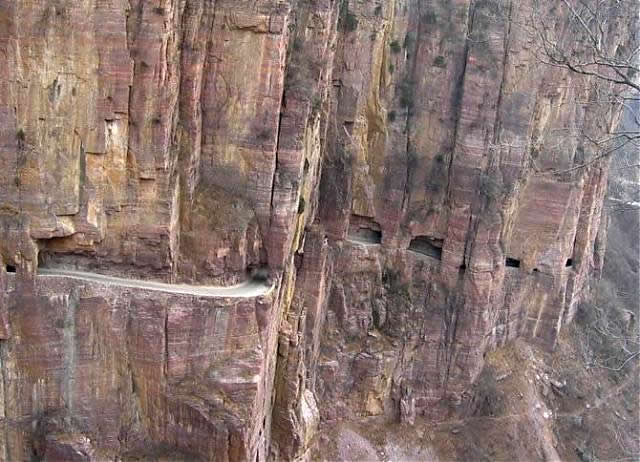
A Kuoliang (Guoliang)-alagút

A Kuoliang (Guoliang)-alagút a Tajhang (Taihang)-hegyekben található, Kínában. Kuoliang (Guoliang) egy kis kínai falu Kína egy a világtól elszigetelt részén. Régen az egyetlen mód, hogy eljussunk a faluhoz, az volt, hogy keresztülgyalogolunk egy völgyön meredek sziklák mellett, majd megmászunk egy kőből kivájt lépcsőt. A világtól való elszigetelődés miatt a falu „szellemtanyává” válásra volt ítélve, egészen addig, amíg nem építettek egy utat a sziklák között.
1972-ben azonban minden megváltozott, amikor a kínai kormány úgy döntött, hogy nem éri meg milliókat fektetni egy olyan útba, amit csak alig 300 ember használna. A falusiak ezért eldöntötték, hogy alagutat fognak építeni ők maguk. Ez volt az egyetlen esélyük kapcsolatot teremteni a külvilággal.
Sok esetben a Kuoliang (Guoliang)-alagút fényképeit tévesen a bolíviai Yungas út néven tüntetik fel.

## AKuoliang(Guoliang)-alagút munkálatai

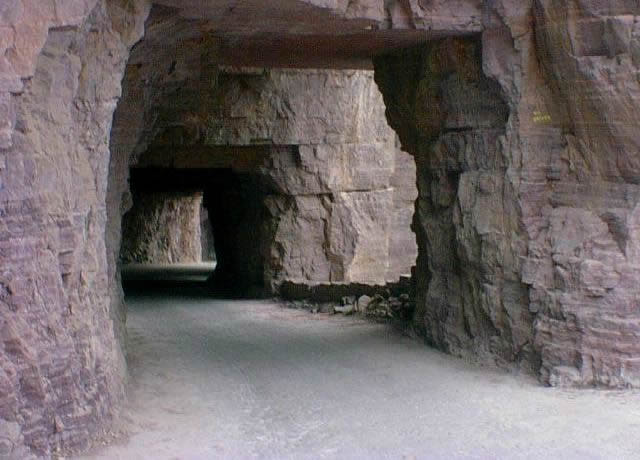
Az alagút burkolata

Tizenhárom falusi lakos 5 évébe került befejezni az 1200 méteres alagutat. Az alagút nagyjából 5 m magas és 4 m széles. Ez a szélesség elég két egymás mellett elhaladó járműnek. Mindenféle kiképzés nélkül a munkálatok rendkívül veszélyesek voltak. A földművelők robbanószerekkel dolgoztak a meredek sziklákon. Néhányan közülük meghaltak végzetes balesetekben, de a többiek folytatták az ásást. Végül 1977. május 1-jén nyitották meg az alagutat.
A „járat” számos, a völgyre néző ablakkal (nagyobb lyukak a sziklafalban) rendelkezik, amelyeket a terméskőből vájták ki. Az út és a falak felszíne meglehetősen durva, köszönhetően a munkások által használt primitív szerszámoknak. Az egyenetlen, keskeny és meredek út rendkívül veszélyes, főleg nyirkos időben, így minden erre járó felfedezőnek saját és mások érdekében kötelessége különösen odafigyelni, ha esik az eső.
Mindezek mellett az alagútépítés sikeresnek mondható. Mindenekelőtt, a falu megközelíthető autóval, ami hatalmas lépés. Mióta Kína megnyitotta határait a turisták számára a 2000-es év körül, a hely látogatók ezreit vonzza évente. A település már el is kezdett szállodákat építeni a turisták számára.

## AHszijakou(Xiyagou)- és aKunsan(Kunshan)-alagút

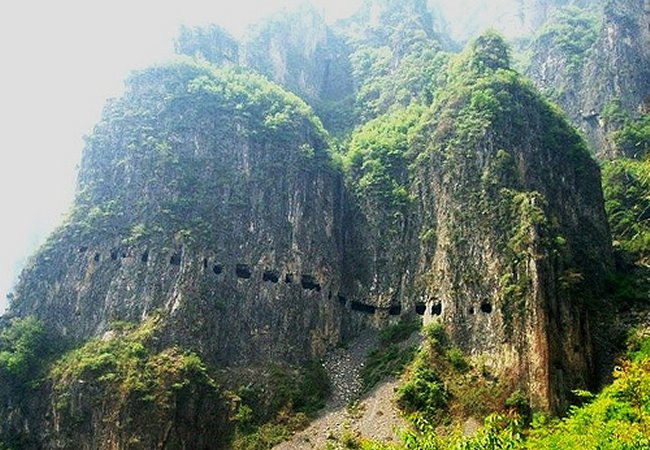

Nem olyan messze Kuoliang (Guoliang)tól, de mélyebben a Tajhang (Taihang)-hegyekben, van két alagút, amelyek összekötik magukat a külvilággal: a Hszijakou (Xiyagou) és a Kunsan (Kunshan). 1962-ben a megye hivatalnoka meglátogatta a falut. Az út, amit megtett, hogy eljusson oda, olyan félelmetes és veszélyes volt, hogy 3000 jüant adományozott a falunak egy új, biztonságosabb út építésére. Húsz évvel később, néhány sikertelen próbálkozás után elhatározták, hogy egy spirál alakú utat kéne építeni egy hegy köré, ablakokkal; és elszállítani a szétzúzott szikladarabokat, épp úgy, ahogy a kuoliangiak (guoliangiak) is tették. A kb. 3 kilométeres alagút végül 1991-ben készült el.
Egy másik közúti alagút is épült a közeli faluhoz, Kunsan (Kunshan)hoz. Erről azonban igencsak keveset tudni – ezt is földművesek építették, hasonlóan az előző kettőhöz, annak érdekében, hogy egy könnyen járható utat alkossanak a falujukhoz.